# Правый Тагул
Правый Тагул — приток реки Тагул. Тазовский бассейн. Протекает в Туруханском районе Красноярского края. Длина реки — 24 км.
Берега реки крутые, преимущественно залесённые (лиственница, берёза). Из птиц встречаются вороны, куропатки, кедровки. Из животных в основном лисицы, соболи, зайцы. Встречается также росомаха.